# Drie lyrische stukken
Drie lyrische stukken is een compositie van Frank Bridge. Het werk werd in eerste instantie opgeleverd als Twee lyrische stukken (1921-1922), het laatste deeltje werd pas in juni 1924 toegevoegd. Dat toevoegen is de oorzaak dat de deeltjes een en twee qua stijl afwijken van dat derde. Tussen de eerste twee en The hedgerow componeerde Bridge zijn pianosonate, die de overgang naar een modernere componeerstijl liet horen. Deel een en twee zijn nog in de stijl van Bridge, die tegen salonmuziek aanleunde. Deel een heeft wat tintinnabuli in zich.
1. Heart's ease in tempo Andante tranquillo – lento, voltooid 26 april 1921
2. Dainty rogue in molto allegro e vivo, voltooid 27 juli 1922
3. The hedgerow in allegretto moderato

## Discografie
- Uitgave Naxos: Ashley Wass in 2005
- Uitgave SOMM: Mark Bebbington 2011
- Uitgave Continuum: Peter Jacobs